# Aleuron neglectum
Aleuron neglectum är en fjärilsart som beskrevs av Rothschild och Jordan 1903. Aleuron neglectum ingår i släktet Aleuron och familjen svärmare. Inga underarter finns listade i Catalogue of Life.

## Beskrivning

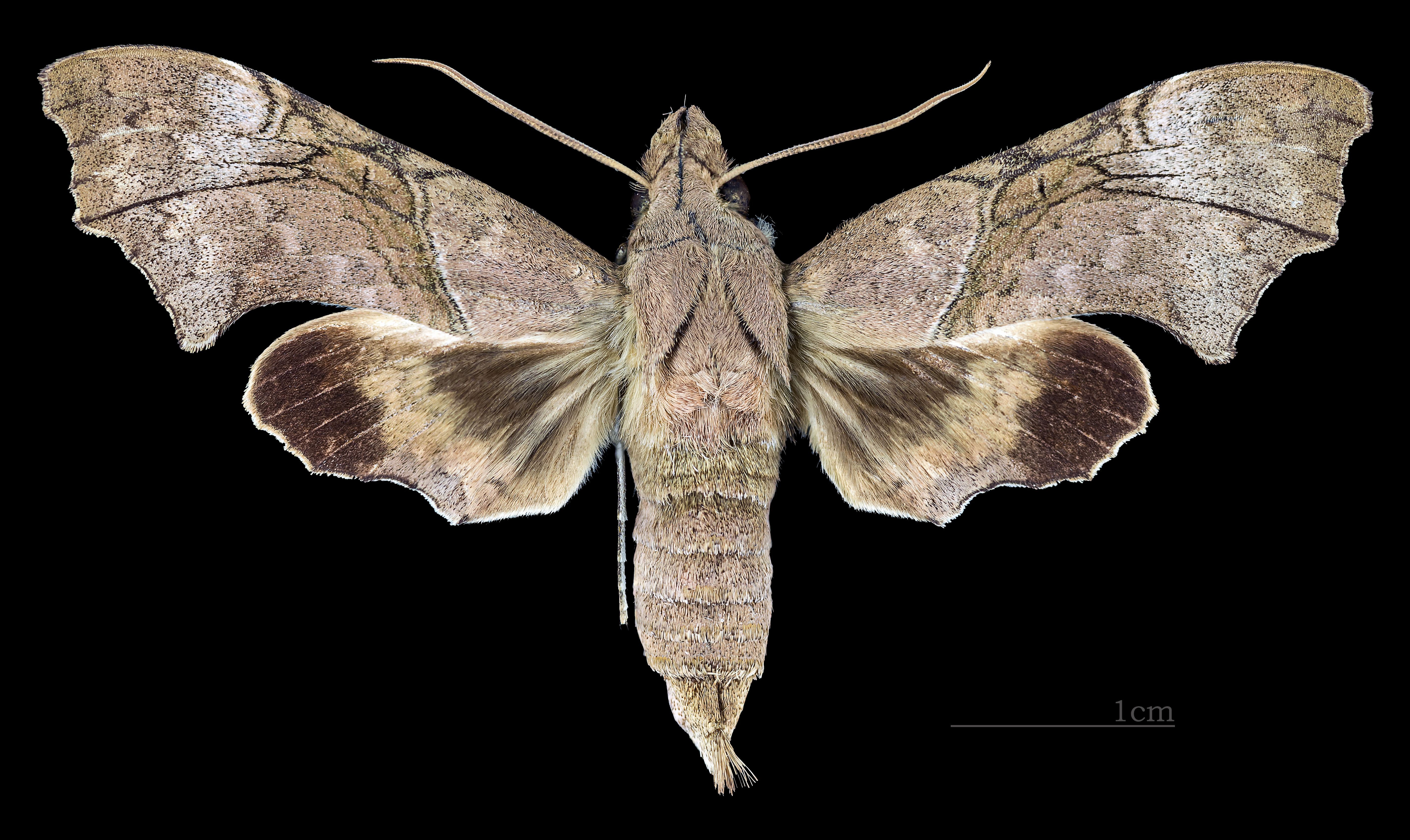
Aleuron neglectum ♀
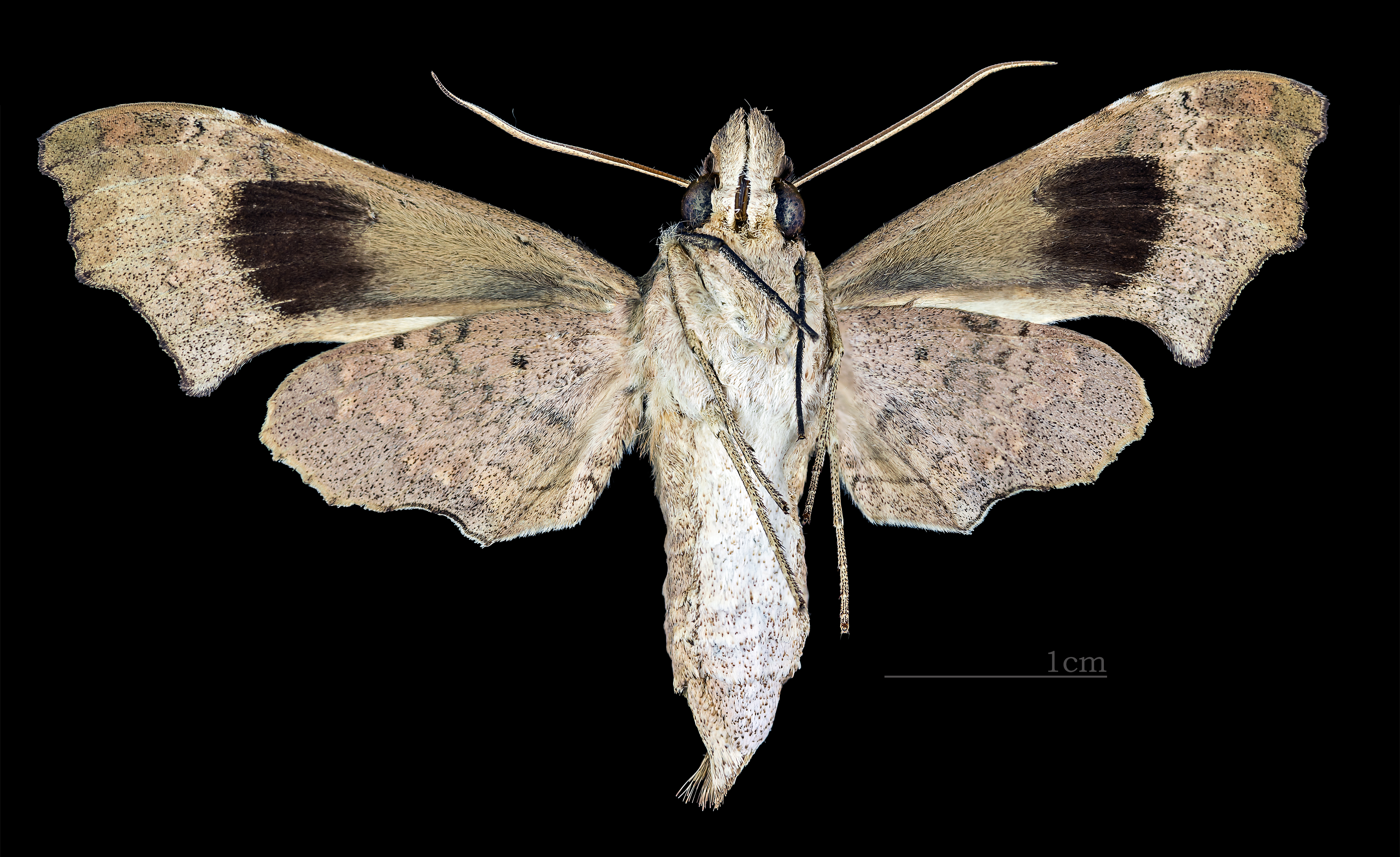
Aleuron neglectum ♀ △